# Petyr Petrow (lekkoatleta)
Petyr Nikołow Petrow (bułg. Петър Николов Петров, ur. 17 lutego 1955 w Swisztowie) – bułgarski lekkoatleta sprinter, medalista olimpijski z Moskwy z 1980.
Na mistrzostwach Europy juniorów w 1973 w Duisburgu Petrow zdobył srebrne medale w biegu na 100 metrów i w biegu na 200 metrów. Wystąpił na mistrzostwach Europy seniorów w 1974 w Rzymie, gdzie odpadł w eliminacjach biegu na 200 metrów i zajął wraz z kolegami 7. miejsce w sztafecie 4 × 100 metrów. Zdobył brązowy medal w biegu na 60 metrów na halowych mistrzostwach Europy w 1976 w Monachium.
Na igrzyskach olimpijskich w 1976 w Montrealu zajął 8. miejsce w finale biegu na 100 metrów. Wywalczył srebrny medal w biegu na 100 metrów na uniwersjadzie w 1977 w Sofii. Na halowych mistrzostwach Europy w 1978 w Mediolanie zajął 2. miejsce w biegu na 60 metrów. Podczas mistrzostw Europy w 1978 w Pradze zajął 4. miejsce w biegu na 100 metrów, a sztafeta 4 × 100 metrów z jego udziałem nie ukończyła biegu eliminacyjnego. Petrow zdobył brązowy medal w biegu na 60 m na halowych mistrzostwach Europy w 1979  Wiedniu.
Na igrzyskach olimpijskich w 1980 w Moskwie zdobył brązowy medal w biegu na 100 metrów (wyprzedzili go Allan Wells i Silvio Leonard), w biegu na 200 metrów odpadł w ćwierćfinale, a w sztafecie 4 × 100 metrów zajął 6. miejsce. Wynik Petrowa z ćwierćfinału biegu na 100 metrów, 10,13 s, jest aktualnym (wrzesień 2020) rekordem Bułgarii. Na mistrzostwach Europy w 1982 w Atenach odpadł w eliminacjach biegu na 100 metrów i zajął wraz z kolegami 8. miejsce w sztafecie 4 × 100 metrów. 
Siedmiokrotnie zwyciężał w mistrzostwach krajów bałkańskich: na 100 metrów w 1976, 1977, 1979 i 1980 oraz na 200 metrów w 1974, 1976 i 1977. Był mistrzem Bułgarii na 100 m w latach 1974 i 1976-1980 oraz na 200 m w 1974, 1976 i 1977, a także halowym mistrzem Bułgarii na 60 m w 1975, 1976 i 1978-1980.
Petrow piętnastokrotnie ustanawiał rekordy kraju na otwartym stadionie (w sztafecie 4 × 100 metrów oraz w biegach na 100 i 200 metrów). Jest on aktualnym (wrzesień 2020) rekordzistą Bułgarii w biegu na 100 metrów (10,13 s w 1980), sztafecie 4 × 100 metrów (38,99 s w 1980 oraz 1982), a także w biegu na 60 metrów w hali (6,58 s w 1978).